# ميل ميلر
ميل ميلر (بالإنجليزية: Mel Miller)‏ هو سياسي أمريكي، ولد في 1939. حزبياً، نشط في الحزب الديمقراطي.